# روجر مارتن
روجر مارتن (بالإنجليزية: Roger Martin)‏ هو كاتب كندي، ولد في 4 أغسطس 1956 في ويليسلي في كندا.